# Nick Nack
Nick Nack är Francisco Scaramangas kortvuxne hantlangare i Bondfilmen Mannen med den gyllene pistolen från 1974, spelad av den franske skådespelaren Hervé Villechaize. Rollfiguren har därefter dykt upp i andra Bondrelaterade medier.

## I filmen
Nick Nack är ett allsidigt personligt biträde till Francisco Scaramanga. Förutom att arbeta som butler, kock och servitör fungerar han även som dennes högra hand i kriminella gärningar. Vad som främst kännetecknar Nick Nack är hans dvärgväxt. Han är endast 1,18 meter lång. Även om Nick Nack är  lojal mot Scaramanga anställer han ibland lönnmördare i ett försök att döda sin herre, så att Nick Nack kan ärva hans egendom. Scaramanga tolererar det som ett sätt att öva sina färdigheter. Som den ende arvingen till Scaramangas gods hade Nick Nack fått ärva allt om ett av mordförsöken hade lyckats.
Efter sin herres nederlag och död, samt förlusten av sitt arv när Scaramangas bas exploderar, försöker Nick Nack att döda James Bond och Goodnight ombord på en djonk. Efter en kort strid stänger Bond in honom i en resväska.  Filmen slutar med att Nick Nack visas vara inlåst i en träbur vid fartygets rår. Hans sedermera status är okänd, men han blir troligtvis arresterad.

## I andra medier
- Nick Nack är en återkommande hantlangare i den tecknade TV-serien James Bond Junior från 1991, med röst av Jeff Bennett (på svenska av Peter Sjöquist). Då som en medlem av den internationella brottsorganisationen S.C.U.M.. Han är då ofta brottspartner med Jaws, som tillsammans utgör en komisk hantlangarduo som ofta skyller ifrån sig på varandra när något går snett för att undvika problem med sin chef. Nick Nack kallades för "Ding-Ding" i den svenska dubbningen.

- Nick Nack är en upplåsbar multiplayer-karaktär i TV-spelet 007: Nightfire från 2002.

## Övrigt
Nick Nack är en inspiration för Doktor Evils Mini-Me i filmerna om Austin Powers, som parodierar James Bond-serien.